# Kaguya 〜月のウサギの銀の箱舟〜
『Kaguya 〜月のウサギの銀の箱舟〜』は、鴨志田一による日本のライトノベル。イラストは葵久美子。電撃文庫刊。

## あらすじ
14年前、彗星が月に衝突し、月の欠片が6つの隕石となって地球に落下。それが落下した街は瓦礫の山と化した。その街の一つ、月之宮市では特殊な能力を持つ子供たちが生まれるようになる。その能力を使った犯罪に対処するため、公安特課は未成年のムーンチャイルドに協力を仰いでいた。その特課に所属する真田宗太は、不思議な少女・立花ひなたと出会い、共同生活をすることになる。

## 登場人物

### 月之宮高等学校

#### 特課所属
真田宗太（さなだ そうた）
主人公。月之宮高校2年生の16歳。7月7日生まれ。
3年前に父親が事件に巻き込まれて目の前で殺され、天涯孤独の身となったところを黒田に拾われて特課に所属するようになった。
特に強力な能力を持ってはいないが、頭のキレのよさを見込まれて、主に頭脳労働担当。
能力:自分の見ているものを他人に見せることができる。ロングレンジ・ステータスI。
主にひなたの視覚を補うことが多いが、執行人事件では懐中電灯の光を自ら見て、それを相手に見せることによって目くらましに利用した。
立花ひなた（たちばな）
本作のヒロイン。14歳だが月之宮高校の2年生に編入している。「かぐや姫」の1人。
おっちょこちょいなところがあり、自分の失態について言い訳する癖がある。
5年前から目が見えず、尋常ではないアルテミスコードの量を持つゆえに色々な研究施設を転々としてきた。
銀髪だが目が見えなくなる前は黒髪だった。立花姓は最初にいた研究所でつけられたもの。
能力:重力支配。ショートレンジ・ステータス∞。
柿崎瑞希（かきざき みずき）
宗太のクラスメートでバスケットボール部所属。中条に好意を寄せている。
執行人事件の真犯人。ひなたの能力で捕縛されたが、自らの能力を使って自害した。
能力:物質の状態(気体・液体・固体)を変化させる。ミドルレンジ。
物質の第4形態、プラズマを剣状にして使用した。
中条明人（なかじょう あきと）
宗太のクラスメートだが、暴走したトラックをアルテミスコードを使い、片手で受け止めたが、その後周囲に奇異の目で見られて不登校になっている。しかし、誕生祭の翌日から保健室登校を始めた。
過去に姉をムーンチャイルドに殺されているが、その犯人は執行人事件で自首した。
銀の箱舟に所属しており、連続爆破テロ事件を起こした後に自殺するが、銀の箱舟によって蘇生させられる。後に上杉杏奈に殺された。
能力:自分の周囲にあるものの速度を自在に変化させる。ショートレンジ。
片桐京（かたぎり みやこ）
月之宮高校3年生で現生徒会長。校内では「キョウ先輩」と呼ばれることが多い。イチゴ牛乳が好物。宗太をからかうのが好き。
父親が刑務所におり、それゆえ犯罪者と正反対の立場である特課に所属している。現在、コードの能力が低下している。
能力:物質を自在に転送できる能力。ロングレンジ・ステータスIII（コード数約7万2千）。
甘粕つばめ（あまかす つばめ）
月之宮高校3年生で生徒会の会計を務める。全国模試で毎回全教科満点で全国1位の秀才。
生まれも育ちも東京だが、任務で関西方面に派遣されていたせいか、京都弁を話す。
優秀であるゆえに家族・親戚から期待されていたが、アルテミスコードが原因でよく思われなくなった。
宗太が特課に入る前の頭脳労働担当。
能力:動物を操ることができる。ロングレンジ。
片桐巴（かたぎり ともえ）
京の実姉。月之宮高校では物理を担当する教員。宗太やひなたの担任。本来は公安特課の刑事。黒田と交際中。

#### その他の生徒
里見千歳（さとみ ちとせ）
宗太のクラスメートで同じ7月7日生まれ。
風紀委員で遅刻を取り締まっていたが、遅刻ぎりぎりの宗太と何度も顔を合わせるうちに話をする仲になった。
昨年のクリスマスに罰ゲームで無理矢理させられた宗太の告白を断った。
また、執行人事件で高坂殺害の容疑をかけられた上、柿崎に執行人の真犯人にでっち上げられた。
その際、柿崎、宗太、ひなたがムーンチャイルドで特課の人間であることを知った模様。
高坂由佳里（こうさか ゆかり）
宗太のクラスメート。ムーンチャイルドでホームレス通り魔殺人事件の犯人だった。
能力:本文中には明確な記述はないが火を使える能力だったらしい。
浅井（あさい）
バスケ部に所属。非常に背が高い。
直江虎次郎（なおえ とらじろう）
生徒会副会長。京に振られて以来、生徒会室にあまり顔を出さない。
また、振られた反動で女性に対して少々軽薄になってしまった。
秋月真琴（あきづき まこと）
生徒会書記。男だが女装が似合う。

### その他の特課所属人物
黒田源五郎（くろだ げんごろう）
警視庁公安部公安特課。天涯孤独となった宗太を特課に招いた。
吉川奈々子と離婚、現在は巴と交際中。

### その他
上杉杏奈（うえすぎ あんな）
ムーンチャイルドの修道女。月之宮大学の礼拝堂の懺悔室で恋愛相談をしている。
その正体は12年前に死んだはずの最初のかぐや姫であり、大学の研究棟を破壊し、関係者を殺害することで銀の箱舟の行動を妨害していた。
能力:時間支配。レンジ不明・ステータス∞。
未来予知は副産物に過ぎない。また、時間支配能力の代償として、傷を負っても自動的にアルテミスコードが12歳の誕生日まで肉体を巻き戻してしまうため、実質不老不死。
吉川菜々子（よしかわ ななこ）
月之宮大学付属病院の研究医で35歳。専門は医学面からのアルテミスコードの研究。
黒田の元妻で元ムーンチャイルドでもある。
福島礼司（ふくしま れいじ）
ムーンチャイルドで22歳。現在もアルテミスコードが使える。
11歳のときにアルテミスコードの能力に目覚めた。
2人目のかぐや姫であるセルマ・リンドベリと出会い、恋仲になるも殺害、そして逃走。
能力:透明化

## 用語
ムーンチャイルド
アルテミスコードを体内に宿した人間。マイノリティであり、その特異性ゆえに、激しい差別や暴力にさらされる。そのため、主人公らのように、自らがムーンチャイルドであることを隠して生きている者も多い。
アルテミスコード
14年前に落下した月の欠片に付着していた有機体。それを体内に宿した子供には不思議な能力が備わる。警察では能力の危険度によりステータスI・II・IIIに分類されるが、元々は学術的な分野でコードの数を表したもの。
1桁のコード保有者をステータスI、2桁から3桁をステータスII、4桁から6桁をステータスIIIと分類する。また7桁以上のコード保有者を学術的にステータス∞と呼び、一般にはかぐや姫（海外ではアペイロン）と呼ばれる。
効果範囲はショートレンジ（数メートル）、ミドルレンジ（十数メートル）、ロングレンジ（数キロ）の3つに分類され、効果範囲が広がるにつれて、能力の攻撃性は下がっていく傾向がある。
また、同じ能力は存在せず、能力ごとに厳密な効果範囲が存在し、1人の人間に対して1つの能力しか備わらない。
20歳を過ぎるとアルテミスコードの力が弱まり、数年後には使えなくなる。
アルテミスコードの使用は国の法律で禁じられている。
アルテミスコードは生物的な性質を持っており、宗太とひなたに2人で1つのアルテミスコード（アルテミスコードの子供と思われる）が新たに刻まれた。
チャイルドコード
宗太とひなたの間にできたアルテミスコード。
かぐや姫
アルテミスコードの保有コード数が7桁を超える人間。ひなたと新たなかぐや姫、伊達アリサを含めて7人存在しているが、ひなたとアリサ以外は記録上全員死亡したということになっている。
眠り姫
コードが暴走して昏睡状態になることがあり、必ず新月の日に目を覚ます。昏睡中はきまってかぐや姫の夢を見るという。
八月の満月の日に「月から迎えがくる」
そのとき、かぐや姫のアルテミスコードは桜色になり、月は藍色に染まる。過去のかぐや姫は月のアルテミスコードに飲み込まれ、生還するものの、体内のアルテミスコードや感情や記憶を全て失い、別人のようになってしまった。
かぐや姫の呪い
かぐや姫はその強力な能力の代償を支払っている。上杉杏奈は不老不死、立花ひなたは視力障害、伊達アリサは触感を感知できなくなった。
銀の箱舟
同名のSNSがあり、参加資格はムーンチャイルドであること。月之宮市を自治区とした独立国を作ろうと連続爆破テロ事件を起こした。
元は災害孤児を集めた施設の名前だったらしい。その施設は現在月之宮大学になっている。アルテミスコードを使って死者を蘇生させたり、体を乗っ取ったりする方法を持っている。罪を犯したムーンチャイルドを殺してアルテミスコードを集めていた。

## 既刊一覧
電撃文庫刊（アスキー・メディアワークス発行） 全5巻完結
| 巻数 | タイトル                         | 初版発行日    | ISBN              |
| ---- | -------------------------------- | ------------- | ----------------- |
| 1    | kaguya 〜月のウサギの銀の箱舟〜  | 2008年4月10日 | 978-4-04-867014-2 |
| 2    | kaguya2 〜月のウサギの銀の箱舟〜 | 2008年8月10日 | 978-4-04-867183-5 |
| 3    | kaguya3 〜月のウサギの銀の箱舟〜 | 2009年1月10日 | 978-4-04-867470-6 |
| 4    | kaguya4 〜月のウサギの銀の箱舟〜 | 2009年5月10日 | 978-4-04-867820-9 |
| 5    | kaguya5 〜月のウサギの銀の箱舟〜 | 2009年9月10日 | 978-4-04-868019-6 |